# Kut al-Amara

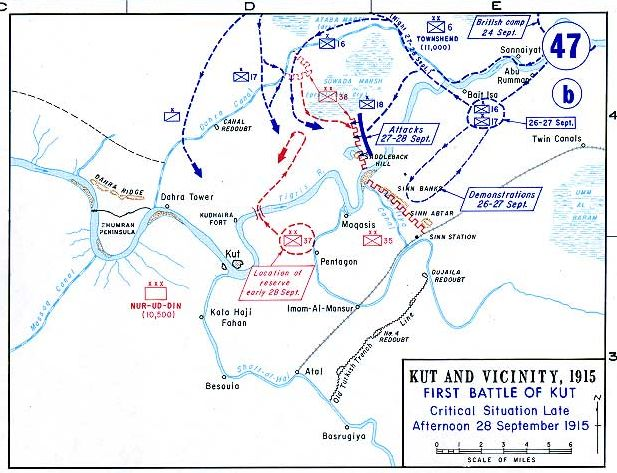
setge de Kut

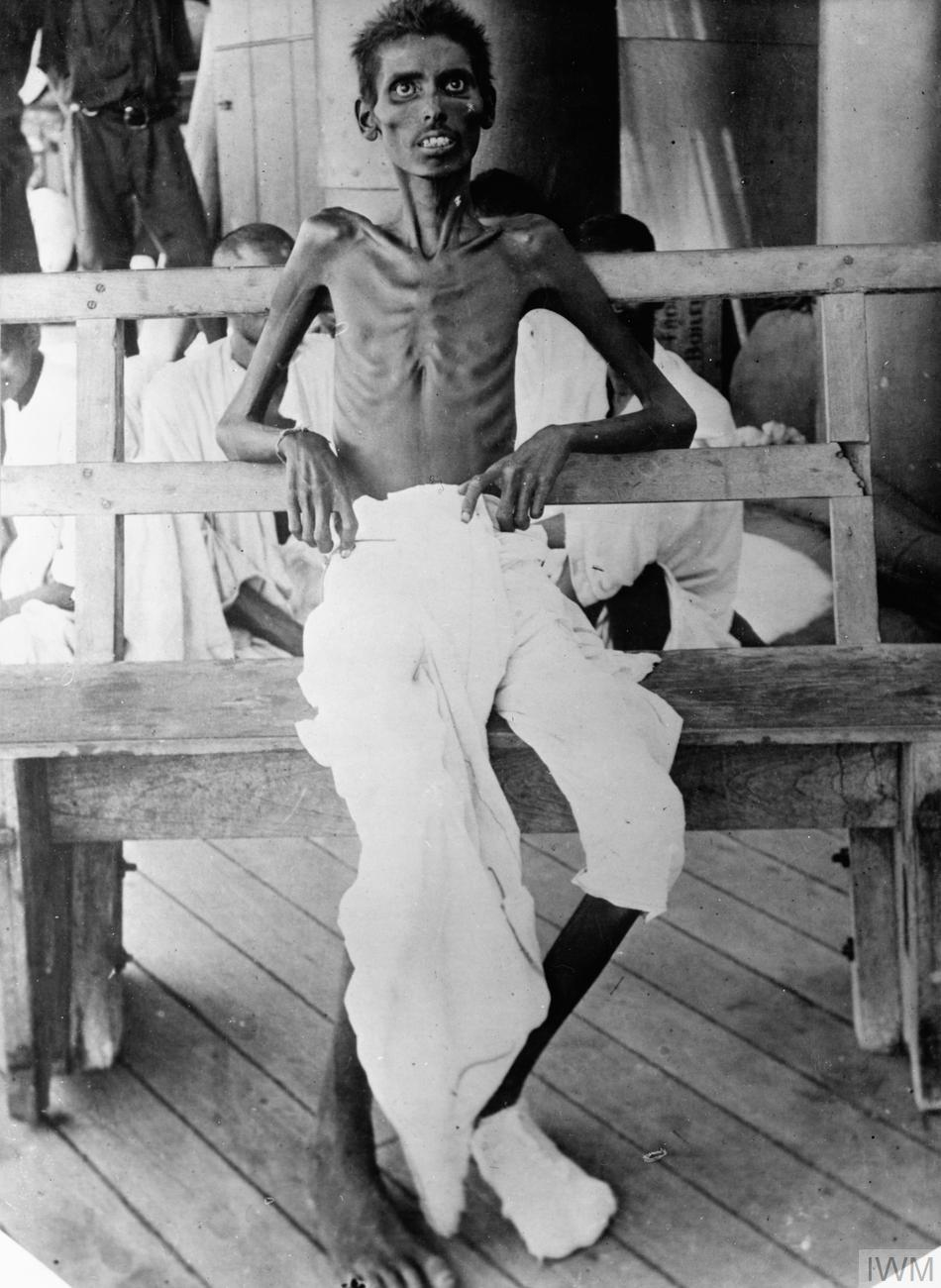
Soldat indi al final del setge

Al-Kūt (àrab: الكوت, al-Kūt) o Kut al-Amara, Kut El Amara o Kut-al-Imara (àrab: كوت الإمارة, Kūt al-Imāra) és una ciutat de la part oriental de l'Iraq, a la riba esquerra del Tigris, uns 160 km al sud-est de Bagdad. La seva població el 2003 s'estimava en 374.000 habitants. És capital de l'antiga província o governació d'al-Kut, que el 1970 va prendre el nom de governació de Wasit. El seu nom Kut deriva de l'hindi kot (‘fortalesa’). El nom oficial és Kut al-Amara, però sovint és anomenada simplement Kut o al-Kut. Està situada a l'embocadura del Shatt al-Hayy o Shatt al-Gharraf, un antic canal que comunica el Tigris amb diversos punts de l'Eufrates, especialment a Nasiriyya i Suk al-Shuyukh. A les planes del nord hi viuen els Banu Rabia, una fracció de la gran tribu dels Banu Lam.
És una ciutat de fundació relativament recent. S'ha proposat identificar-la amb al-Madhar. Fins al 1860 era un petit llogaret però el 1861 els otomans la van fer capçalera d'un kada del sandjak de Bagdad, i el 1869 la companyia Lynch va obtenir la concessió per una línia de navegació entre Bagdad i Bàssora i Kut fou escollida com una de les parades provocant un gran creixement de la població que va arribar a 4.115 habitants el 1890, quasi tots xiïtes (un centenar de sunnites i un centenar de jueus); el kada arribava pel nord fins a les muntanyes del Luristan al peu de les quals hi havia una plana regada pel Kallal amb nombrosos pobles petits, la sobirania dels quals es disputaven Pèrsia i l'Imperi Otomà. El kada tenia una població el 1890 de 30.000 habitants, quasi tots sunnites excepte els habitants de la capital.
Kut al-Amara és famosa pels fets de la I Guerra Mundial. A finals de setembre de 1915 la VI divisió angloíndia del general Charles Townshend va ocupar la ciutat i va prosseguir el seu avanç cap al nord en direcció a Bagdad. Townshend fou rebutjat a Ctesifon a finals de novembre pel VI exèrcit turc de Yusuf Nur al-Din Bey, i es va haver de replegar a al-Kut. Les tropes angloíndies estaven cansades i amb molts ferits; els turcs, sota el general Khalil Bey, els van atacar sense respir i la retirada a Kut era l'única alternativa a l'extermini. A al-Kut els oficials britànics van decidir resistir per impedir la progressió otomana. El 5 de desembre els turcs van atacar la ciutat que va quedar assetjada. Townshend tenia uns 13.000 soldats i 3000 indis auxiliars no combatents (la cavalleria havia estat enviada més al sud); a la ciutat hi vivien sis mil àrabs que van poder restar-hi amb permís del general britànic. Els otomans disposaven de 7500 homes (uns 30.000 més estaven entre Kut i Shaykh Said a 50 km a l'est) i les operacions tàctiques estaven dirigides pel mariscal alemany von der Goltz, cap de la missió alemanya a Turquia. Els britànics van resistir els atacs i van intentar fer aixecar el setge amb accions diverses. Entre les operacions inicials i les dels mesos de desembre de 1915 a abril de 1916 els britànics van perdre 23.000 homes i els turcs uns 10.000. A finals d'abril Townshend va demanar condicions de rendició a Khalil Pasha que va exigir la rendició incondicional. Els britànics van destruir els cànons i es van rendir amb l'única promesa de ser tractats com a hostes amb honor. La guarnició de Kut va tenir 1818 baixes (morts) o 2.500 ferits. Entre la població civil hi va haver 250 morts i 600 foren ferits. Els presoners anglesos foren uns 12.000 incloent els auxiliars i uns 4000 van morir abans d'acabar la guerra, de fam, malaltia o mal tractament. El febrer de 1917 el cos expedicionari britànic de Mesopotàmia va recuperar la ciutat i quinze dies més tard entrava a Bagdad.
En el mandat britànic al-Kut fou feta capital d'una liwa (província o governació). La ciutat va anar augmentant la seva població. El seu major creixement fou després del 1968 sota el règim baasista. Després de 1981 s'hi va establir un camp d'entrenament dels Mojahedin-e-kalq, aliats a l'Iraq contra el règim teocràtic iranià. Des de 1983 el campament va patir algun bombardeig iranià però no va afectar gairebé a la ciutat. Durant la guerra del Golf del 1991, objectius a la ciutat i rodalia foren atacats per avions americans i britànics i al final de la guerra la població es va revoltar contra Saddam Hussein però fou reprimida per les forces lleials al govern. També hi va haver atacs aeris durant els dotze anys que va durar la zona d'exclusió de vols (1991-2003). Altre cop es van produir bombardejos a la Segona Guerra del Golf o invasió de l'Iraq del 2003, i cap al final, en plena descomposició del règim, un clergue xiïta va assolir el poder. L'abril la ciutat fou ocupada pel III Batalló de Marines, sense resistència. Els americans hi van establir un centre de detenció de presumptes insurgents. Posteriorment el control fou traspassat a unitats poloneses i ucraïneses. La força principal a la ciutat (amb 300.000 habitants xiïtes) era el Consell Suprem de la Revolució Islàmica. El 25 d'agost de 2010 es va produir un atemptat en què van morir 26 persones i unes 60 més foren ferides en explotar un cotxe bomba a les portes del quarter de policia.